# Cable (personaje)
Cable (Nathaniel "Nathan" Summers) es un personaje ficticio en el universo de Marvel Comics; un superhéroe asociado con los X-Men y Fuerza-X. Apareció por primera vez como Cable, en The New Mutants vol. 1 #87 (en marzo de 1990), aunque había aparecido como un niño mucho antes en Uncanny X-Men vol. 1 #201 (en enero de 1986).
Nathan Summers es el hijo biológico del miembro del X-Men, Cíclope (Scott Summers) y Madelyne Pryor (clon de Jean Grey), el medio hermano de Rachel Summers y Nate Grey, y la plantilla genética para Stryfe. Él es de una posible línea de tiempo futura, habiendo sido transportado como un bebé al futuro, donde creció hasta convertirse en un guerrero, antes de regresar al presente.
Josh Brolin interpreta a Cable en la serie de películas X-Men, comenzando con Deadpool 2.

## Biografía

### Nacimiento
El nacimiento de Nathan Summers fue cuidadosamente orquestado por el genetista Mr. Siniestro. Sabía que el ADN de la familia Summers era uno de los más puros entre los mutantes. En determinada generación, la familia Summers traería al mundo a uno de los guerreros más poderosos que Siniestro planeaba utilizar contra su eterno rival, el mutante eterno conocido como Apocalipsis. Siniestro siguió de cerca y manipuló la vida del joven Scott Summers, alias Cíclope, uno de los X-Men. Siniestro sabía que Cíclope estaba enamorado de su compañera, la x-men Jean Grey, y esto le convenía, ya que el ADN de la familia Grey, también era bastante puro. Pero poco después, Jean Grey aparentemente murió consumida por el poder del Fénix. Siniestro arregló la situación creando a Madelyne Pryor, un clon de Jean Grey. Siniestro se las arregló para que Cíclope conociera a Pryor, se enamorara de ella, se casaran, y finalmente, tienen un hijo, el pequeño Nathan Summers.

### Envío al futuro
Nathan pasó sus primeros meses de vida en la Mansión X, hogar de los X-Men. Su madre fue abandonada por su padre cuando este descubrió que Jean Grey, su amor verdadero, seguía viva. Más tarde, el pequeño fue secuestrado por los Merodeadores, asesinos al servicio de Siniestro. Su madre terminó corrompida por la maldad al hacer un pacto con el malvado demonio N'Astirh, que la convirtió en la "Reina Duende", e intentó sacrificar el alma de su propio hijo para mantener la presencia de demonios en la Tierra. Madelyne, los demonios y Siniestro, finalmente fueron derrotados por los X-Men y X-Factor, el equipo de Cíclope. El pequeño Nathan quedó al cuidado de Cíclope y Jean Grey, quien le tomó un cariño maternal.
Más adelante, el pequeño Nathan fue secuestrado por Apocalipsis. El villano, temiendo el potencial del niño, lo infectó con un virus tecnoorgánico de origen alienígena, antes de ser derrotado por Cíclope y X-Factor. Nathan hubiera muerto, de no ser por la aparición de los Askani, un culto de guerreros opositores a Apocalipsis. La Madre Askani le dijo a Cíclope que la tecnología Askani podría salvar a su hijo, enviándolo 2000 años al futuro. Cíclope aceptó enviar a su hijo para salvarle la vida, creyendo que no lo volvería a ver nunca más.

### Vida en el futuro
Gracias a los viajes temporales en el Universo Marvel, resultó que la Madre Askani no era otra sino Rachel Summers, la primera hija de Cíclope y Jean Grey venida de otra realidad, y por ende, la hermana mayor de Nathan. Cuando intentó regresar a su línea temporal, Rachel viajó 2000 años al futuro. Al ver que Apocalipsis lo había dominado todo, Rachel fundo el Clan Askani. La primera maniobra de Rachel al traer al pequeño Nathan al futuro, fue curarlo del tecnovirus que lo afectaba. Los Askani crearon un clon del niño, para transferir la mente del niño enfermo, a un cuerpo sano. Pero Ch'Vayre, uno de los sirvientes de Apocalipsis, secuestro al clon pensando que era el original, y se lo entregó a Apocalipsis. Los Askani confiaron en que el pequeño Nathan podría sobrevivír al tecnovirus gracias al desarrollo de sus habilidades telequineticas. Cuando Rachel tuvo que regresar a su línea temporal, utilizó nuevamente el recurso de los viajes temporales, y llevó las mentes de los recién casados Cíclope y Jean Grey hasta el futuro, para que se hicieran cargo de su hijo. Cíclope y Jean estuvieron 10 años criando al niño, aunque en realidad sus mentes solo estuvieron fuera cinco minutos. Con los seudónimos de Red y Slym, Grey y Cíclope enseñaron a Nathan a utilizar sus poderes y lo ayudaron a vencer a Apocalipsis. Así es que, después de todo, Cable si fue criado por sus padres.
Cable recibió entrenamiento con Ch'Vayre, su antiguo enemigo y con otros integrantes del Clan Askani, como Blaquesmith. Su principal enemigo a vencer ahora fue Stryfe, su clon que había sido criado por Apocalipsis. Nathan, ahora llamado Cable, terminó enamorándose y casándose con otra integrante del clan, Aliya Dayspring. Ellos adoptaron a un niño huérfano llamado Tyler, y durante algún tiempo formaron una familia. Por desgracia Aliya murió a manos de Stryfe durante una misión. Poco después, Stryfe se las arregló para tener el control de Tyler, que aparentemente también murió cuando Stryfe le tendió una trampa. Decidido a erradicar todo este caos y tragedia que Apocalipsis provocó, Cable con ayuda de tecnología Askani, decidió viajar 2000 años al pasado, con la esperanza de encontrar a los legendarios X-Men, y que estos pudieran ayudarlo a arrancar de raíz el problema de Apocalipsis. Lo que no imaginó, es que Stryfe lo seguiría al presente poco después.

### La Media Docena
Cuando Cable llegó al presente, de inmediato instaló una base especial llamada Graymalkin, en órbita alrededor de la Tierra. Cable necesitaba encontrar aliados en esta época, y los halló en La Media Docena, un escuadrón de mercenarios integrado por G.W. Bridge, Hammer, Kane y Domino, una guerrera mutante con la cual Cable trabó de inmediato una estrecha amistad. Cable trabajó durante algún tiempo con La Media Docena, desmantelando varios operativos de la agencia criminal conocida como Hydra. Pero un buen día, abandonó al grupo, levantando las sospechas de traición de los otros miembros. Solo Domino sabía la verdad.
Cable estuvo en busca de los X-Men durante algún tiempo. Su único encuentro con un x-men, fue con Wolverine en la Isla Muir, un encuentro que no resultó nada agradable, lo que convenció a Cable de buscar otras alternativas. Irónicamente, Cable llegó al presente, antes de que Apocalipsis provocara su envío al futuro, por lo que, por algún breve tiempo, Hubo "dos Cables" en nuestra línea temporal.

### Fuerza-X
Cable se topó por primera vez con los Nuevos Mutantes, el equipo juvenil de los X-Men, en Madripoor, cuando rescató a los jóvenes de un ataque de Stryfe y su nuevo equipo terrorista, el Frente de Liberación Mutante (F.L.M.). En ese momento, los Nuevos Mutantes se habían quedado sin un mentor, por lo que Cable los vio como un buen material que el formaría y moldearía a su antojo. Cable se topó por primera vez con los X-Men, X-Factor y su padre, cuando los tres equipos mutantes fueron secuestrados y llevados a Genosha. Una vez superada la crisis, Cable partió con los Nuevos Mutantes sin el consentimiento de los otros grupos-X. Mientras tanto, Stryfe aprovechó su físico idéntico al de Cable, para cometer muchas fechorías, entre ellas, el asesinato del padre del Nuevo Mutante Rictor, haciendo parecer a Cable el culpable de estos crímenes. Cable con ayuda de Domino, comenzó a entrenar a los Nuevos Mutantes restantes (Bala de Cañón, Boom-Boom y Warpath), para convertirlos en una fuerza paramilitar. Cuando los jóvenes mutantes Shatterstar y Feral se unieron al grupo, el equipo se transformó en Fuerza-X.
Con Fuerza-X, Cable enfrentó diversas amenazas, incluyendo a Stryfe, el F.L.M., el mercenario Deadpool y su líder, Mr. Tolliver, Juggernaut, la Tercera Hermandad de mutantes diabólicos y otras más. Eventualmente, Domino resultó ser una impostora, una mutante metamorfo conocida como Copycat. En una misión para rescatar a la verdadera Domino, Cable terminó separado de Fuerza-X, y terminó volviendo al futuro a sanar sus heridas.

### La Canción del Verdugo
Mientras Cable estuvo ausente, Stryfe aprovechó la situación, y haciéndose pasar por Cable, llevó a cabo un intento de asesinato contra el Profesor Charles Xavier, líder de los X-Men. Esto provocó que los X-Men y X-Factor arremetieran contra Fuerza-X e iniciaran una cacería de Cable. Finalmente Cable reapareció, y tras aclarar las cosas, viajó con los X-Men a la Luna, la base de Stryfe, quien también había capturado a Cíclope y Jean Grey. Cable combatió a Stryfe y aparentemente sacrificó su vida para destruirlo. Su victoria fue pírrica, pues Stryfe, antes de desaparecer, desató al terrible Virus Legado, una plaga contra los mutantes. Una vez más Cable se marchó hacia el futuro, dejando la incógnita en Cíclope, sobre cual de los dos era su hijo.

### Carrera superheróica independiente
Cable regresó poco después, presentándose ante su equipo, Fuerza-X, solo para descubrir que Magneto, se había apoderado de su base espacial, Graymalkin, transformándola en Avalon. Cable combate a Magneto, y casi muere en la batalla.
Finalmente, Cíclope descubrió que en realidad su hijo era Cable, y no Stryfe, y ambos comenzaron a intentar construir una relación afectiva. Poco después, Cable une fuerzas con Cíclope, Jean Grey y Wolverine para rescatar a los X-Men de los alienígenas Phalanx. Más tarde, Cable y Domino auxiliaron a los X-men en el combate contra Legión en Israel, que terminó causando el desastre temporal conocido como la Era de Apocalipsis. Cuando la realidad alterada fue reparada, Cable y Fuerza-X recibieron asilo en la Mansión-X. Cable también se encuentra por primera vez con Nate Grey (X-Man), un poderoso mutante que es en realidad su contraparte de la Era de Apocalipsis.
Poco después, Cable descubre que su hijo Tyler estaba vivo, y que no es otro que su enemigo Mr. Tolliver. Tyler se autoproclama "hijo de Apocalipsis" con el nombre de Génesis, e inicia una carrera terrorista que concluye cuando Tyler muere a manos de Wolverine.
Poco después, la terrible amenaza de Onslaught, fuerza a Cable a hacer una tregua con su archienemigo, Apocalipsis. Más tarde, Cable auxilia a los X-Men en la destrucción de Onslaught.
Más tarde, durante la llamada Operación: Cero Tolerancia, Cable se infiltra en la Mansión X, que ha sido tomada por Bastion, en un intento desesperado por evitar que el villano tenga acceso a la información de los X-Men.
Durante ese tiempo, Cable comienza a trabar amistad con la periodista Irene Merryweather, quien fascinada con su vida, comienza a escribir su historia. También comenzó a desarrollar un interés romántico por la joven mesera neoyorquina Stacey Krammer.

### Los Docey X-Men
Cable recibe una llamada de auxilio de Jean Grey. Junto con Jean, Cíclope, X-Man, un impostor de Wolverine y Arcángel, Cable forma un contingente temporal de X-Men que combate al verdadero Wolverine, transformado en la Muerte, uno de los Jinetes de Apocalipsis. Al saber del regreso de Apocalipsis, Cable se deja capturar por Caliban y es llevado prisionero con Apocalipsis. Cable combate a Apocalipsis, y hubiera podído matarlo, sin embargo, cuando la vida de Caliban se pone en peligro, Cable acepta rendirse ante el villano. Cable es uno de "Los Doce" mutantes de la profecía que destruirán a Apocalipsis. Tras un combate, Apocalipsis quedará fusionado temporalmente con Cíclope.
Con la ausencia de Cíclope, Cable acepta unirse temporalmente con los X-Men. Poco después, él y Jean Grey descubren el paradero de Cíclope. En una feroz batalla, Cable logra separar a Cíclope de Apocalipsis, y finalmente, al lograr contener el tecnovirus de su cuerpo, es capaz de utilizar todo su poder, y destruye la esencia de Apocalipsis.
Durante un tiempo, Cable viaja a Europa Oriental, y termina involucrándose en los movimientos separatistas de la nación conocida como Rumekistán, donde se le conoció como Soldado-X.

### Providencia
Cable reformará temporalmente a Fuerza-X para combatir la amenaza del alienígena conocido como Skornn.
Tiempo después, Cable aborda sus esfuerzos para tratar de mejorar al mundo, incluso transforma a Graymalkin, su nave antigua, en la isla flotante utópica de Providencia. Cable que ha aprendido a reprimir su virus tecnoorgánico a un grado de mínimo esfuerzo, lo que le permite acceder a la mayor parte de sus vastos poderes psiónicos. Él gana un nivel de potencia similar al de X-Man, su homólogo de la Era de Apocalipsis, y trata de utilizarlo para obligar a la gente del mundo para vivir en paz. Al usar deliberadamente sus poderes, termina combatiendo al Silver Surfer y con un brazo destrozado. El Silver Surfer termina quitándole el alien orgánico de su cuerpo, dejándolo lobotomizado. Es su ahora amigo Deadpool quien contrata a El Arreglador y luego de robar una versión joven del mismo alienígena, logra restaurar a Cable aunque sin todos sus poderes a su máximo potencial.
Poco después, Cable vuelve a aliarse temporalmente con los X-Men, cuando su isla de Providencia, es invadida por la criatura extraterrestre conocida como Hecatombe. Durante el ataque de Gambito y Fuego Solar, entonces miembros de los Merodeadores de Mr. Siniestro, a Providencia para robar información, Cable se ve en la necesidad de hacer explotar a Providencia.

### Messiah ComplexySecond Coming
Cable logra sobrevivír a la destrucción de Providencia, y lo que es más, tiene en su poder a la pequeña niña mutante (la primera nacida tras el "Día-M"), que fue objeto de discordia entre X-Men, Merodeadores y Purificadores. Cable bautiza a la niña como Hope, y la adopta como su hija. ellos pasaran por una larga travesía para escapar del antiguo x-men Bishop, quien persigue a la niña para exterminarla acusándola de ser la responsable de la destrucción de su mundo. En su huida de Bishop, Cable y Hope atraviesan varias líneas temporales, hasta que finalmente regresan al presente, con los X-Men.
Hope se convierte en el centro de un ataque de parte de Bastion y sus Purificadores a Utopía, el nuevo hogar de los X-Men. En medio de la batalla, Cable confronta a Bastión y sacrifica su vida por salvar a los X-Men y a Hope. El simplemente deja que el virus tecnoorgánico se libere por su torrente sanguíneo.

### Sanción X
Habiendo sido teletransportado al futuro durante su último acto, Cable se enteró por su antiguo mentor, Blaquesmith, que Hope aparentemente morirá en algún accidente futuro causado por los Avengers, lo que lo llevó a retroceder en el tiempo e intentar usar sus últimas 24 horas de vida antes de que el virus tecno-orgánico consuma por completo su cuerpo para detener a los Avengers antes de que puedan matar a Hope. Aunque se las arregla para derrotar al Capitán América, Falcon y Iron Man, es sorprendido con la guardia baja por el Hulk Rojo. Cable logra luchar contra Hulk Rojo, infectándolo parcialmente con el virus tecno-orgánico, solo para ser interrumpido por Hope y Cíclope, quienes denuncian sus acciones como innecesarias.
Los Avengers luego procedieron a luchar contra Cable hasta que este casi muere, tanto por la pelea como por el virus. Cíclope termina llevándoselo a Utoppía. En Utopía, Blaquesmith ayuda a Hope a darse cuenta de que todavía puede salvar a Cable, y comienza a absorber el virus tecno-orgánico. Luego, Cable y Cíclope hablan telepáticamente, y Cable le informa a su padre que Hope es la nueva huésped de la Fuerza Fénix y está destinada a salvar la Tierra de un desastre desconocido. Continúa diciendo que vendrá una guerra con los Avengers y que necesita a Cíclope para proteger a Hope.

### Nueva Fuerza-X
Cable se recupera y forma una nueva versión de Fuerza-X. El equipo consta de Cable, Hope, Coloso, Doctor Nemesis, Domino y Forja. Esta serie se enfoca en eliminar desastres basados en visiones misteriosas que está recibiendo Cable, recurriendo ocasionalmente a métodos más brutales que los que usarían los equipos X principales. Esta versión de Fuerza-X de Cable, hace equipo con la otra Fuerza-X dirigida por Tormenta y Psylocke para combatir a un resucitado Stryfe. Aquí también se reencuentra con Bishop, quién revela haber sido manipulado por Stryfe para su persecución de Cable y Hope.
Eventualmente Cable forma una nueva Fuerza-X con Psylocke, Dr. Nemesis, Fantomex, Marrow y el nuevo recluta MeMe para rastrear y lidiar con amenazas mutantes usando fuerza letal. Cable es infectado con un suero de supersoldado extradimensional que proporciona superpoderes a costa de matarlo en aproximadamente un año, sin embargo, a Cable se le inyecta una versión temprana diseñada para matarlo en un día. Hope copia accidentalmente este virus, ya que se basa en superpoderes, y Cable tiene que ser puesto en coma para salvar su vida. Cable tampoco puede derrotar al virus, por lo que crea un nuevo clon cada día para reemplazarse a sí mismo, pero cada clon todavía tiene solo un día de vida. Cable y Fuerza-X finalmente rastrean a un hombre llamado Volga, que creó el virus biotecnológico y lo derrotan. Sin embargo, Fantomex se vuelve loco por necesitar "ser el mejor" y traiciona al equipo usando nuevos poderes divinos derivados de una forma digitalizada del Efecto Volga que había copiado durante una cita con Meme. Nemesis y Forja desatan cientos de clones de Cable para luchar contra él, y Hope finalmente detiene a Fantomex y salva a Cable después de que mata al último clon.
Cable viaja en el tiempo y corrige varios errores que causó un Deadpool del futuro. Cable y el Deadpool del presente finalmente arreglan la línea de tiempo. Los efectos en la línea de tiempo hacen que Cable vuelva a su "status quo" original, con su brazo robótico y su telequinesis original y su poder telepático.
Cable reaparece en el año 2087 lidiando con un problema no identificado relacionado con Stryfe, cuando un ataque causado por Shredded Man cubre la ciudad de Boston. Cable se une a los Uncanny Avengers para combatir al inhumano. Cable se une a los Uncanny Avengers cuando se entera de que la verdadera misión del equipo es lidiar con Cráneo Rojo, que ahora posee el cerebro y los poderes del Profesor Xavier. Después de que el Capitán América disuelva los Uncanny Avengers, Cable y Rogue se unen con los villanos Sebastian Shaw y Sapo para encontrar una cura para las Nieblas Terrigenas de los Inhumanos que afectan a los mutantes.

### Exterminio
Cuando la versión del pasado del x-man Iceman es atacado por un asaltante desconocido, Cable llega para salvarlo. Sin embargo, Cable es atacado por un asaltante desconocido que le dice que no cumplió con su deber de proteger el tiempo. Luego dispara a Cable y lo asesina. Se revela que el asesino de Cable es una versión más joven de él (apodado Kid Cable), que ha llegado al presente para capturar a los cinco X-Men desplazados en el tiempo, ya que su presencia en el período de tiempo actual traerá un futuro catastrófico.

### Kid Cable
Kid Cable ataca a los X-Men desplazados en el tiempo en la Mansión-X y les aclara que es la versión más joven del Cable que conocían (y que él asesinó), y él luego revela que la razón por la que ha estado secuestrando a los X-Men desplazados en el tiempo es que tiene la intención de devolverlos a todos al pasado (algo que su yo mayor nunca hizo, razón por la cual lo mató).
Después de que los jóvenes X-Men hayan regresado al pasado, con Jean suprimiendo sus recuerdos del futuro hasta que se "pongan al día" con el presente, se revela que Kid Cable es quién le devolvió la vida a Cíclope, a través de un complejo plan que implicaba capturar un fragmento de la Fuerza Fénix para restaurarlo. Kid Cable también aparentemente le dio información al x-man Bishop sobre un evento inminente no especificado que tendría consecuencias catastróficas en la línea de tiempo de los X-Men. Esto llevó a Bishop al laboratorio de Sugar Man, donde tuvo una rápida confrontación con el villano. Pronto se reveló que el evento del que hablaba Kid Cable era el regreso de Nate Grey. Desde entonces, Kid Cable ha reemplazado su versión anterior al permanecer en el presente y se unió a la nación mutante de Krakoa cuando fue fundada.
Cuando Kwannon formó un equipo para investigar la nueva amenaza de Apoth y la droga Overclock, solicitó la ayuda de X-23 y Kid Cable. Más tarde, Kid Cable investigaría el surgimiento de una isla misteriosa, que se acercaba a Krakoa, junto a Cíclope y Rachel Summers. A pesar de cierta hostilidad de las formas de vida locales, la situación se resolvió.

## Poderes
Cable es un ser mutante, con capacidades telepáticas, que incluye proyección astral, crear alucinaciones y control mental, y habilidades telequinéticas a nivel molecular. Su brazo y ojo izquierdo son tecnoorgánicos, lo que le permite tener una vista perfecta y captar espectros electromagnéticos con ese ojo, y capacidades físicas sobrehumanas con ese brazo. Cable utiliza campos de fuerza que llama cono del silencio para simular su telequinesis, y tiene ciberpatía, que le permite comunicarse con las máquinas.

## Otras versiones

### Ultimate Cable
En esta línea alterna, Cable es en realidad, una versión futura de Wolverine.

### Amalgam Comics
Cable se fusiona con Niles Caulder de la Doom Patrol de DC Comics para conformar a Niles Cable.

## Otros medios

### Televisión
- Cable tuvo apariciones en la serie de televisión X-Men de los 90, su voz fue interpretada por Lawrence Bayne en inglés y Tesshō Genda en el doblaje japonés. Esta versión de Cable poseía su brazo metálico característico pero era referido como un brazo mecánico, no como el resultado de un virus tecnoorgánico. Nunca se demuestra que es telepático, aunque utiliza telequinesis en un episodio. También se representa como viniendo desde el año 3999, donde dirige un ejército en una guerra desesperada contra las fuerzas del villano inmortal Apocalipsis.
- Cable aparecerá en X-Men '97 con la voz de Chris Potter.[42]En la actualidad, Jean lo da a luz en el episodio 2.

### Videojuegos
- Cable aparece en como un personaje en Marvel Future Fight.
- Cable aparece como un personaje jugable en el juego de lucha Marvel vs. Capcom 2.
- Cable es un exclusivo personaje escondido en la versión PSP del juego de rol X-Men Legends II: Rise of Apocalypse.
- Del mismo modo, Cable es un personaje oculto en el juego de plataformas de Sega Game Gear X-Men 2: Game Master's Legacy.
- Cable es visto en el videojuego X-Men: Reign of Apocalypse para el GBA.
- Cable es un PNJ en el videojuego Marvel: Ultimate Alliance 2. En la versión de Xbox 360 y PlayStation 3 es uno de los 6 personajes descargables.[43]
- Cable aparece como un personaje que ayuda a deadpool en el videojuego Deadpool de 2013
- Cable fue personaje reclutable en el juego: Marvel Avengers Alliance
- Cable aparece como un personaje jugable en el juego Marvel: Contest of Champions
- Cable aparece como un personaje jugable en el juego Fortnite como parte de la colaboración con Deadpool durante la Temporada 2 del Capítulo 2.

### Cine
- Cable es mencionado en la escena poscréditos de la película Deadpool de 2016 afirmándose que saldrá en la segunda entrega de la franquicia.
- Josh Brolin ha participado en un contrato de cuatro películas con 20th Century Fox para interpretar a Nathan Summers / Cable en el universo de la película X-Men, con Deadpool 2 destinado a ser su primera aparición.[1] En mayo de 2017, el productor Hutch Parker discutió el futuro de la franquicia, afirmando que la introducción de Cable con sus capacidades de viajar en el tiempo hace una interconexión entre los Nuevos Mutantes, Deadpool 2 y Dark Phoenix, así como las películas anteriores una posibilidad.
  - En Deadpool 2, Cable retrocede en el tiempo para asesinar al joven mutante Russell Collins, ya que en el futuro Collins se convierte en un criminal y asesina a su esposa e hija, que más tarde se identifica como Hope. Deadpool forma el equipo de la Fuerza-X para detenerlo, pero ambos lados se encuentran en un callejón sin salida cuando Russell se une con Juggernaut. Cable decide formar equipo con la Fuerza-X para eliminar las dos amenazas, pero le permite a Wade la oportunidad de redimir a Russell antes de que el niño se convierta en un asesino. Wade se sacrifica cuando Cable intenta dispararle a Russell, lo que hace que Russell rechace su futuro como un villano que salva a la familia de Cable. A cambio, Cable usa su última carga en su dispositivo de viaje en el tiempo para viajar al pasado y evitar así que mate a Wade mientras permite que Russell tenga su cambio de opinión a costa de que Cable pierda la oportunidad de regresar a casa con su familia, Cable concluye que permanecerá en el presente para crear un futuro mejor para su familia.